# Cantagalo (Paraná)
Cantagalo é um município brasileiro do estado do Paraná. Sua população estimada em 2004 era de 13.031 habitantes, conforme o IBGE.
Possui uma área de 593,43 km² e esta a uma altitude de 840 metros.

## História
No início do século XX, tropeiros que conduziam gado bovino e equino, com destino a Ponta Grossa, tinham na região do atual município de Cantagalo um ponto de pouso. Durante algumas décadas essa localidade contou com apenas uma família para atender aos viajantes que lá passavam. Nos anos 1940, outras famílias se instalaram no local, formando um pequeno povoado. 
Em 14 de novembro de 1951, foi criado o distrito administrativo de Cantagalo, pertencendo ao município de Guarapuava. A partir desse momento o progresso se acentuou e com o crescimento da localidade, em 12 de maio de 1982, através da Lei estadual n°7575, foi criado o município de Cantagalo, desmembrado do município de Guarapuava.

## Administração
- Prefeito: João Konjunski (2021/2024)
- Vice-prefeito: Vilson Rocha Ribas
- Presidente da Câmara: Eliel Zimmerman

### Prefeitos
- Ver: Lista de prefeitos de Cantagalo (Paraná)